# Agrochola alba
Agrochola alba là một loài bướm đêm trong họ Noctuidae.